# 椿町 (名古屋市)
椿町（つばきちょう）は、愛知県名古屋市中村区の地名。丁目の設定はない。住居表示実施。

## 地理
名古屋市中村区東部に位置する。東は名駅一丁目、南は太閤一丁目・太閤三丁目に接する。
名古屋駅西側に面する。通称「駅西」「駅裏」と呼ばれる地域の1つで、居酒屋、風俗店、各種商店、専門学校、予備校などが集まり、広義における名駅地区の繁華街・歓楽街の一部を構成している。

## 歴史

### 地名の由来
椿神明社の名による。社名は、椿の森に囲まれていたことに由来するという。

### 沿革
- 1940年（昭和15年）5月1日 - 以下の通り、中村区牧野町・米野町・笹島町の各一部より成立[1]。
  - 椿町2丁目が、牧野町字砂田・字外郷および米野町字牧野裏の各一部により成立[1]。
  - 椿町3丁目が、米野町字牧野裏・笹島町1丁目および牧野町字砂田・字九反割・字宇多利・字四分市の各一部により成立[1]。
  - 椿町4丁目が、牧野町字四分市・字宇多利・字六ノ内および米野町字牧野裏の各一部により成立[1]。
- 1940年（昭和15年）5月18日 - 以下の通り、中村区牧野町・則武町・米野町の各一部を編入する[4]。
  - 椿町1丁目が、牧野町字外郷・字九反割・字砂田の各一部より成立[4]。
  - 椿町2丁目に、則武町字外郷・字香箱および牧野町字外郷・字砂田の各一部を編入する[4]。
  - 椿町3丁目に、牧野町字九反割・字宇多利・字砂田・字六ノ内および米野町字牧野裏の各一部を編入する[4]。
  - 椿町4丁目に、米野町字牧野裏および牧野町字宇多利・字六ノ内・字砂田の各一部を編入する[4]。
- 1974年（昭和49年）8月11日 - 椿町1丁目〜4丁目・太閤通1丁目および鷹羽町2丁目・3丁目の各一部を編入する[5]。また、椿町2丁目の一部が竹橋町に編入される[5]。

### 治安・風紀
- 2012年（平成24年） - 愛知県は県暴力団排除条例を改正し、椿町を暴力団排除特別強化地域に指定した[6]。

## 世帯数と人口
2019年（平成31年）2月1日現在の世帯数と人口は以下の通りである。
| 町丁 | 世帯数  | 人口  |
| ---- | ------- | ----- |
| 椿町 | 256世帯 | 341人 |

### 人口の変遷
国勢調査による人口の推移
| 1950年（昭和25年） | 3,241人 | [ 7 ]     |  |
| 1955年（昭和30年） | 3,944人 | [ 7 ]     |  |
| 1960年（昭和35年） | 4,022人 | [ 8 ]     |  |
| 1965年（昭和40年） | 2,102人 | [ 8 ]     |  |
| 1970年（昭和45年） | 1,233人 | [ 9 ]     |  |
| 1975年（昭和50年） | 1,133人 | [ 9 ]     |  |
| 1980年（昭和55年） | 1,031人 | [ 10 ]    |  |
| 1985年（昭和60年） | 869人   | [ 10 ]    |  |
| 1990年（平成2年）  | 602人   | [ 11 ]    |  |
| 1995年（平成7年）  | 535人   | [ 12 ]    |  |
| 2000年（平成12年） | 433人   | [ WEB 6 ] |  |
| 2005年（平成17年） | 432人   | [ WEB 7 ] |  |
| 2010年（平成22年） | 312人   | [ WEB 8 ] |  |
| 2015年（平成27年） | 359人   | [ WEB 9 ] |  |

## 学区
市立小・中学校に通う場合、学校等は以下の通りとなる。また、公立高等学校に通う場合の学区は以下の通りとなる。なお、小・中学校は学校選択制度を導入しておらず、番毎で各学校に指定されている。
| 小学校                                      | 中学校                                    | 高等学校 |
| ------------------------------------------- | ----------------------------------------- | -------- |
| 名古屋市立牧野小学校 名古屋市立ほのか小学校 | 名古屋市立黄金中学校 名古屋市立笈瀬中学校 | 尾張学区 |

## 施設
- エスカ地下街[2]
- ビックカメラ名古屋駅西店（旧：生活創庫アピタ名古屋駅店[2]）
- 高砂殿[2]
- 河合塾名駅キャンパス（名古屋校・名駅校）
- 愛知県警察中村警察署[2]
- シネマスコーレ
- 名古屋未来工科専門学校
- 巣山プロダクション
- セントラルメンテナンス
- 電通名鉄コミュニケーションズ
- 日本交通技術名古屋営業所

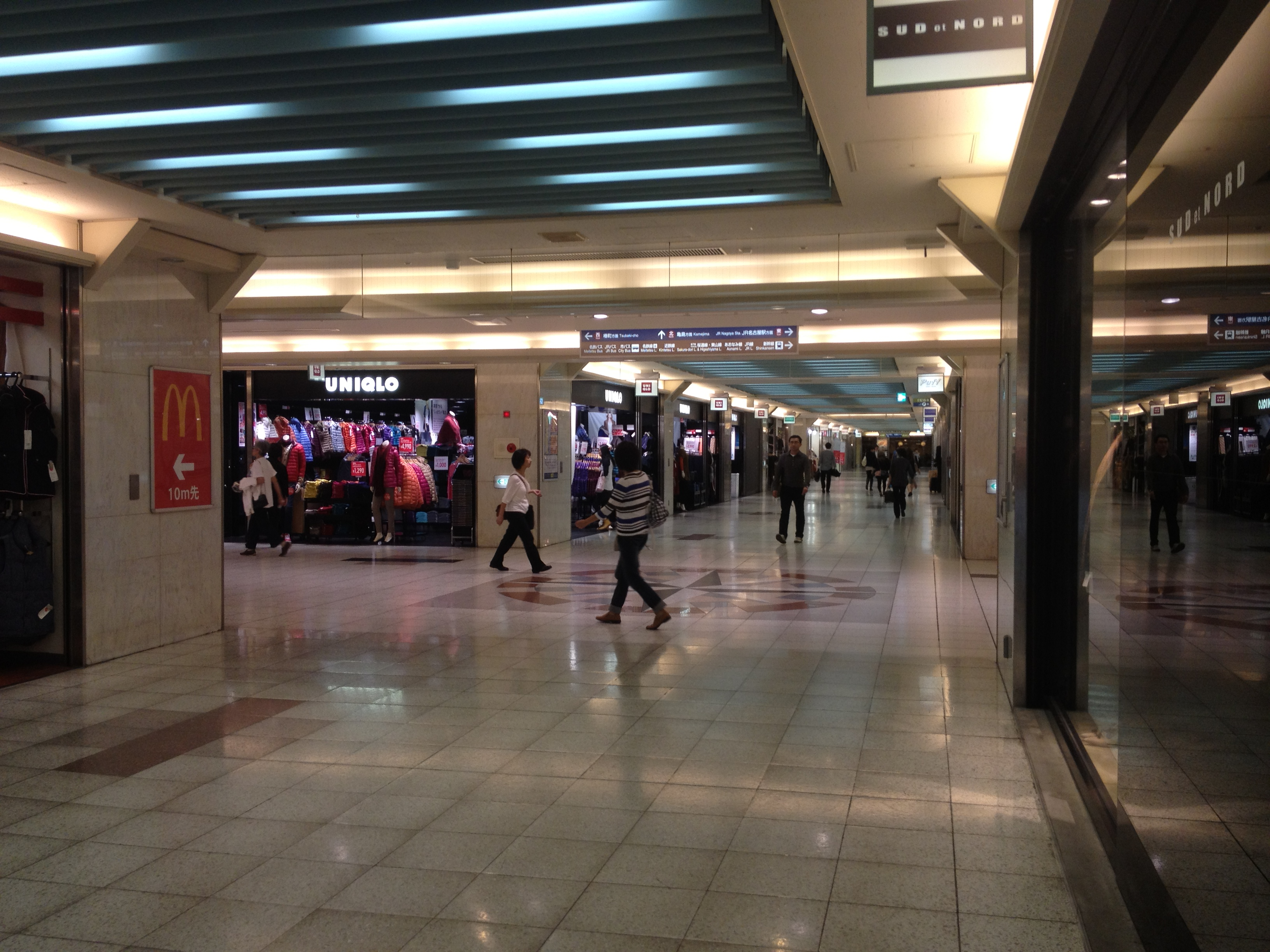
エスカ地下街
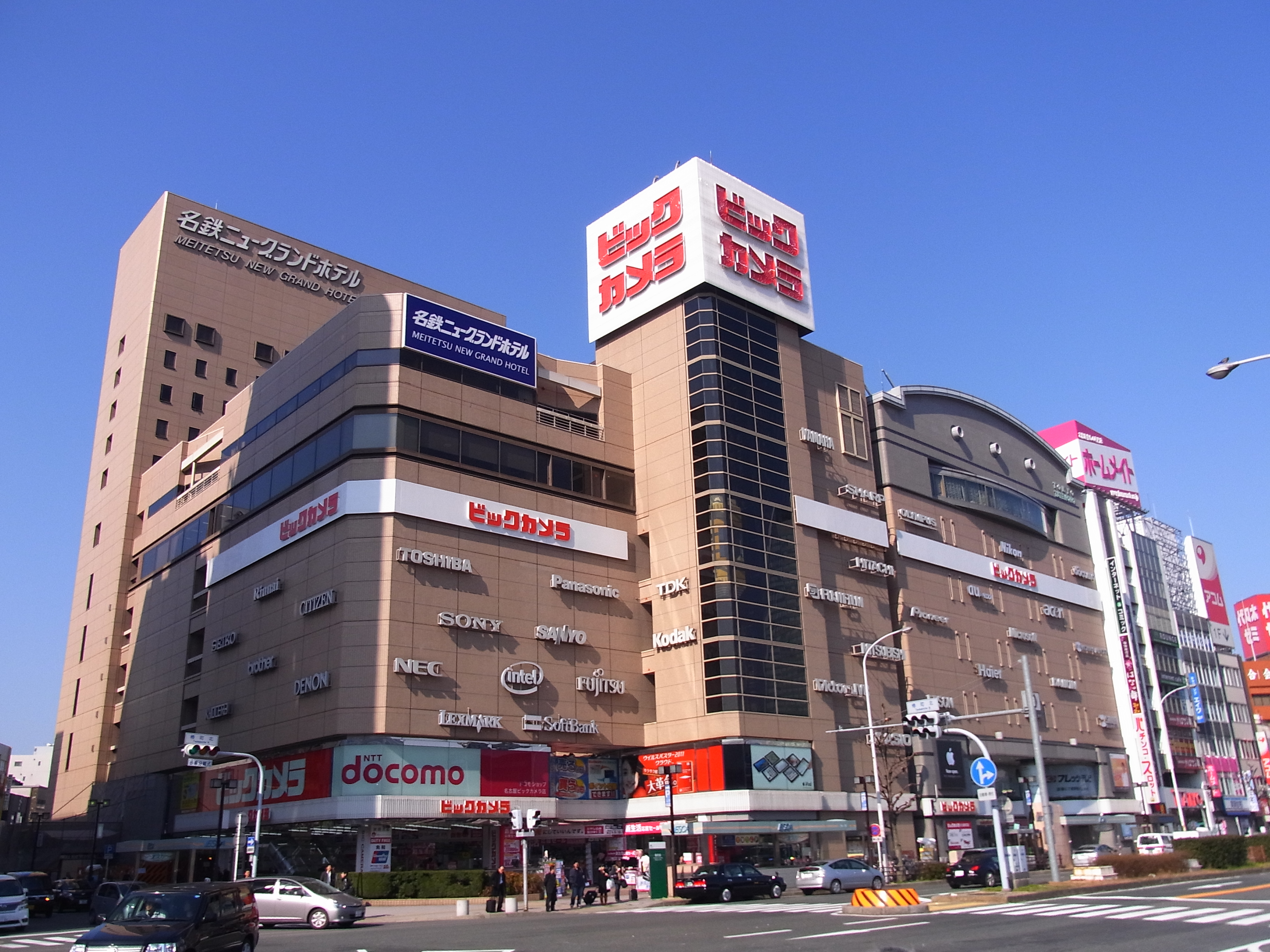
ビックカメラ名古屋駅西店
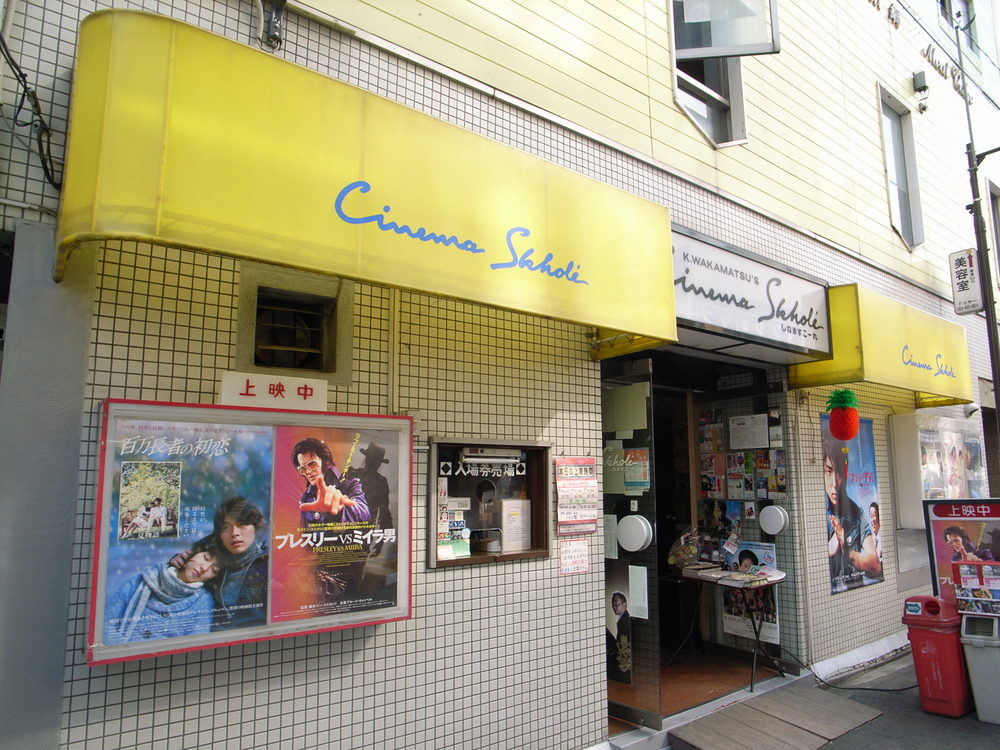
シネマスコーレ
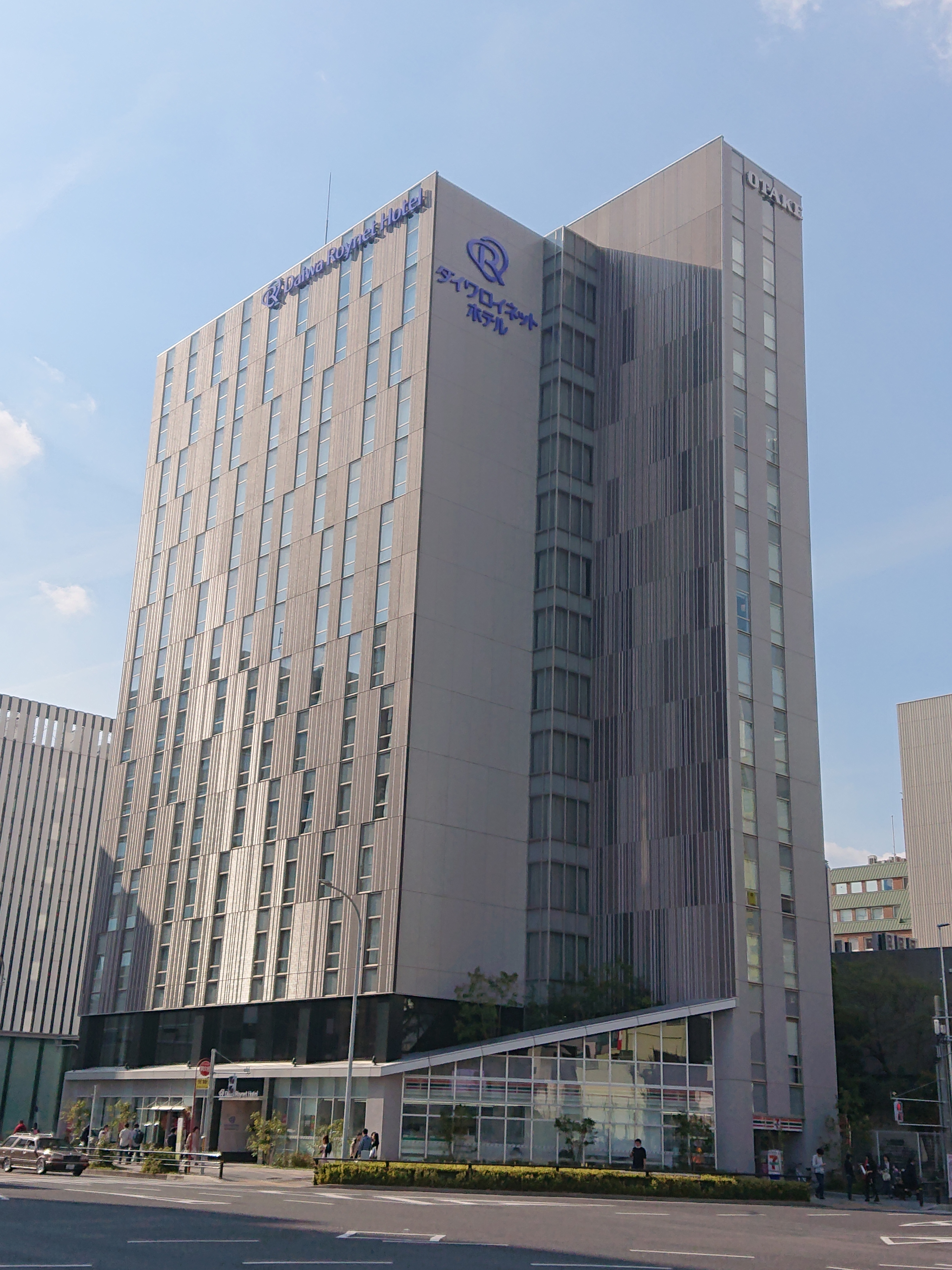
ダイワロイネットホテル名古屋太閤通口
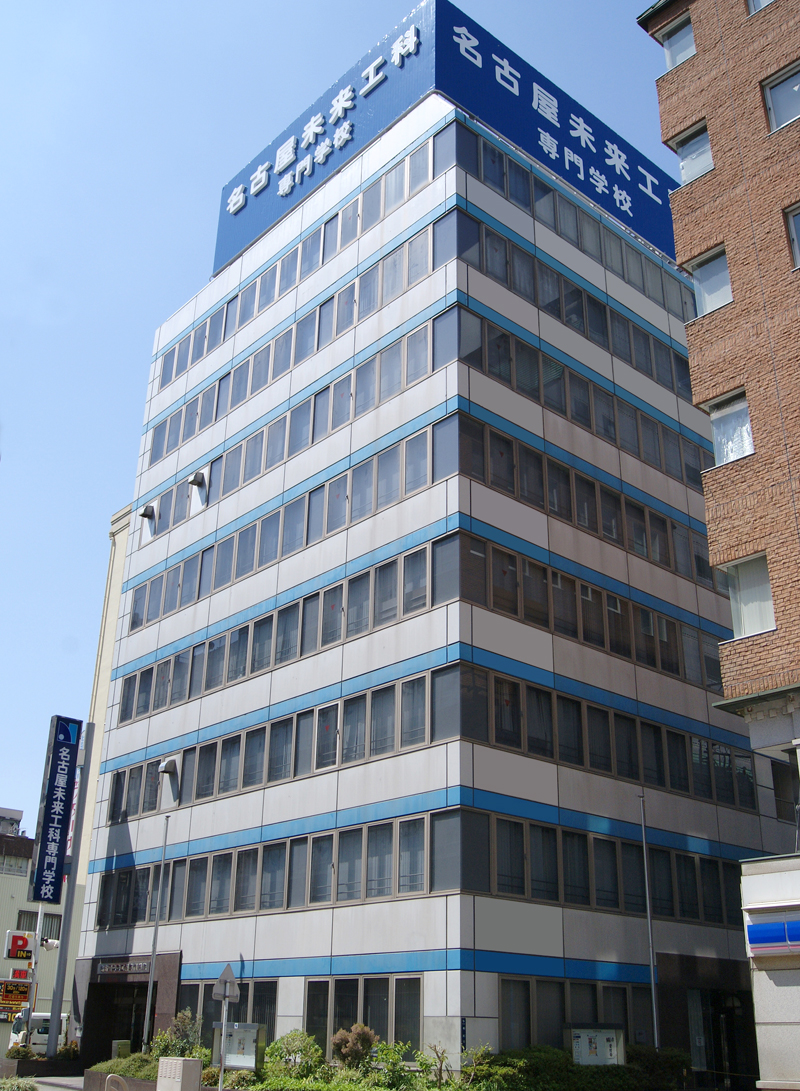
名古屋未来工科専門学校
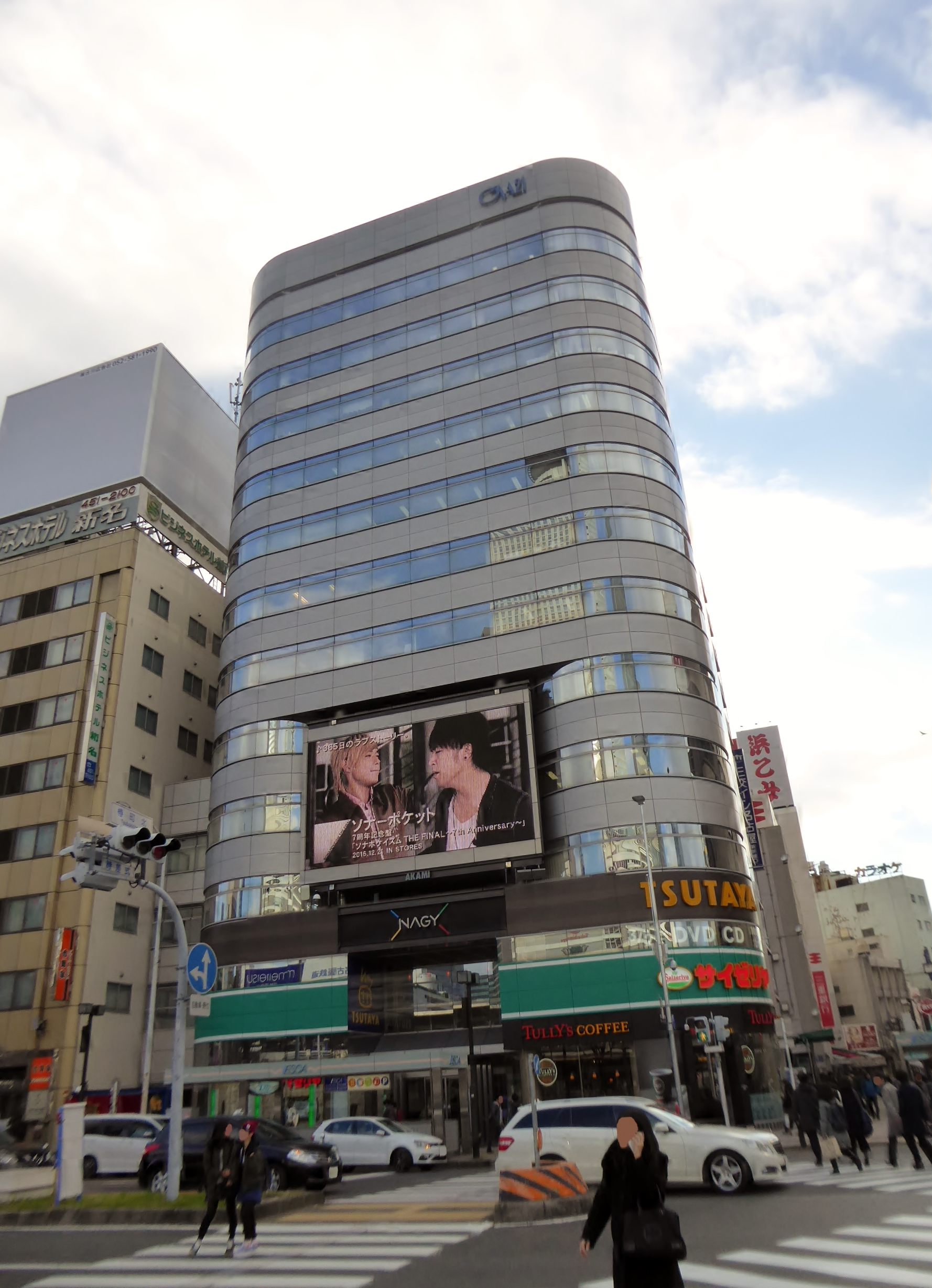
OVA21
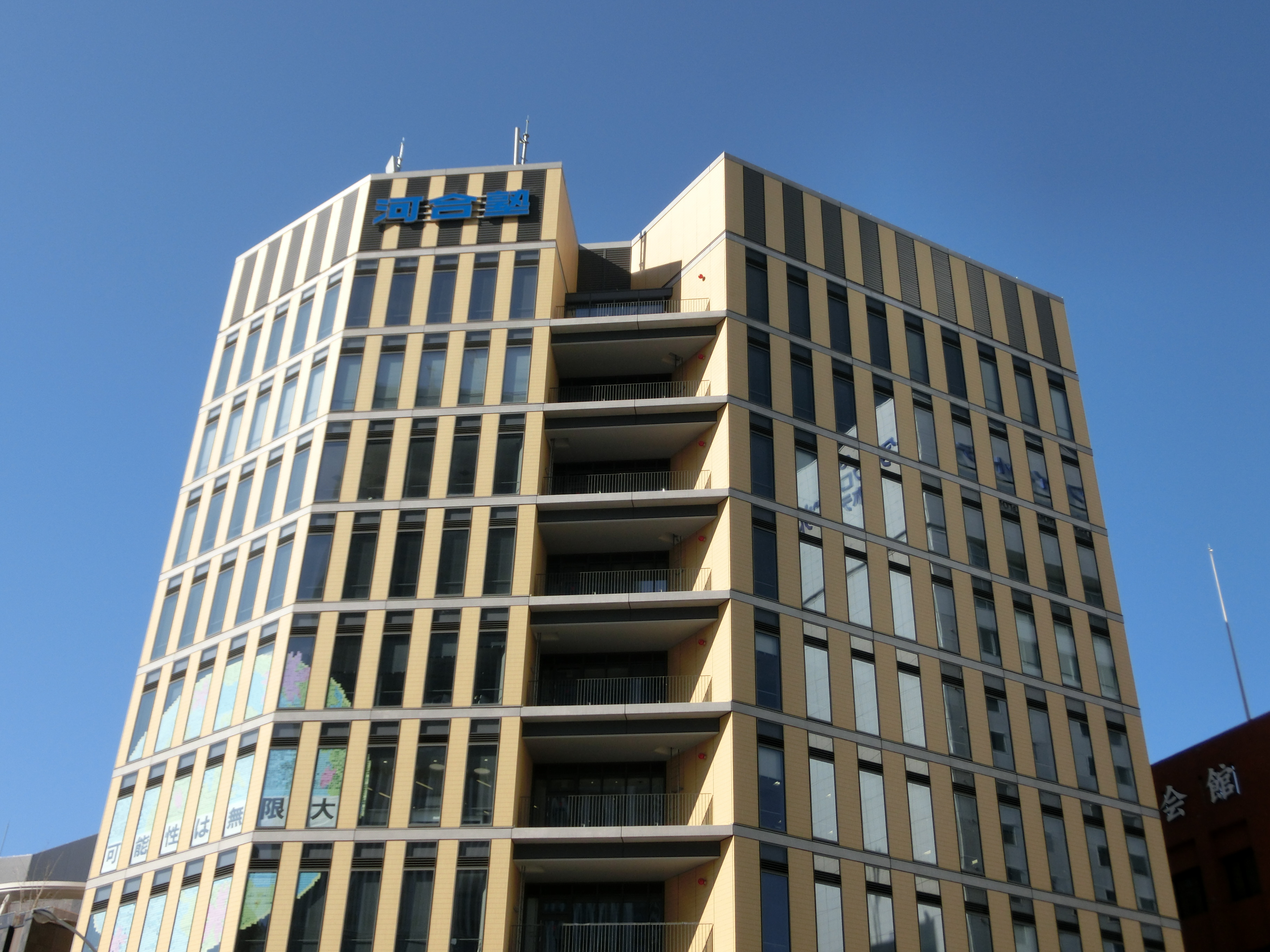
河合塾名古屋校
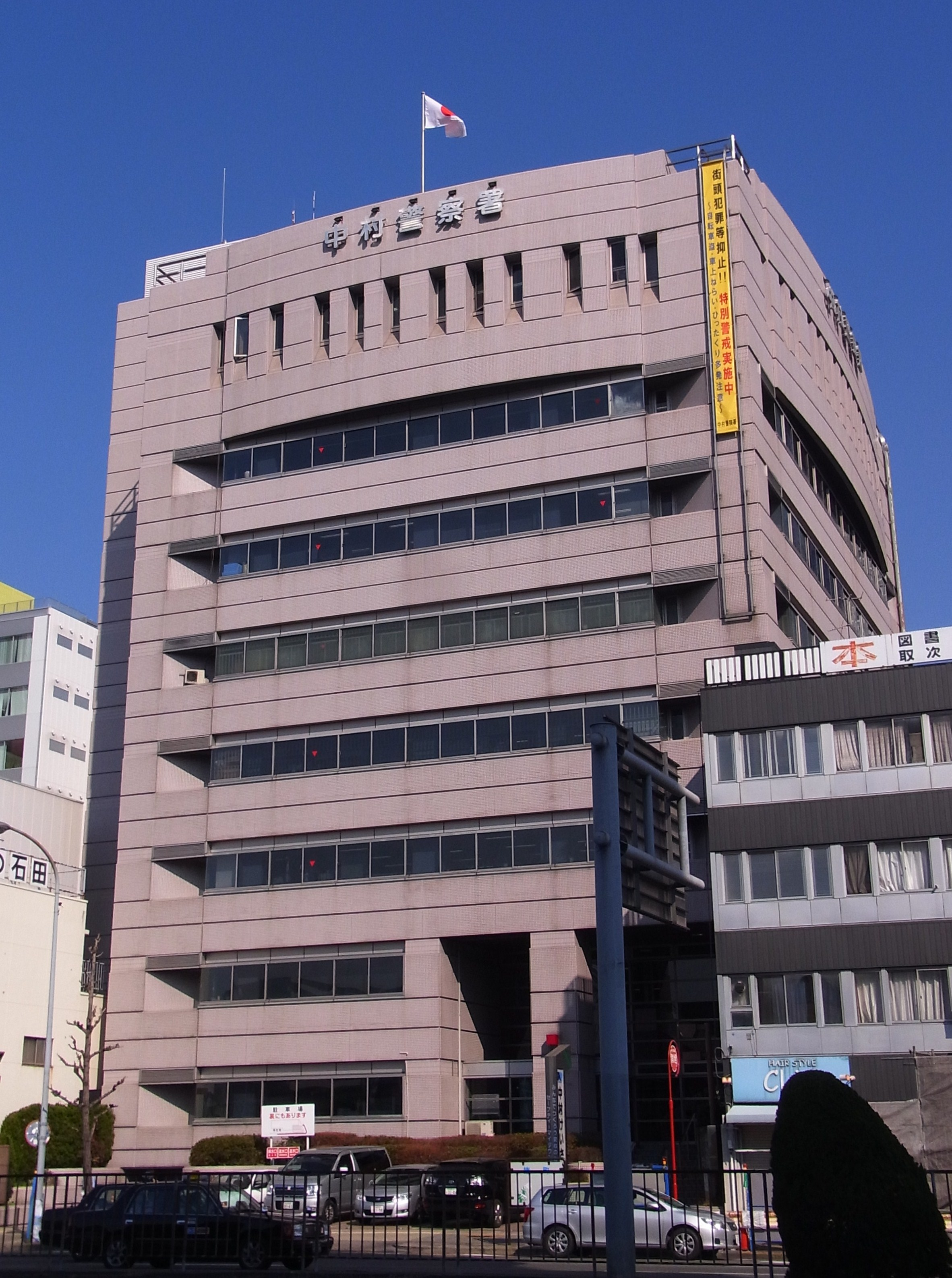
中村警察署

## 交通
- 太閤通（愛知県道68号名古屋津島線）
- 椿町通（名古屋市道椿町線）

## その他

### 日本郵便
- 郵便番号 : 453-0015[WEB 3]（集配局：中村郵便局[WEB 12]）。

### WEB
1. 1 2  “愛知県名古屋市中村区の町丁・字一覧”.   人口統計ラボ. 2016年2月12日閲覧。
2. 1 2  “町・丁目(大字)別、年齢(10歳階級)別公簿人口(全市・区別)”.   名古屋市 (2019年2月20日). 2019年2月20日閲覧。
3. 1 2  “郵便番号”.  日本郵便. 2019年2月10日閲覧。
4. ↑  “市外局番の一覧”.   総務省. 2019年1月6日閲覧。
5. ↑  名古屋市役所市民経済局地域振興部住民課町名表示係 (2015年10月21日). “中村区の町名一覧”.   名古屋市. 2016年1月29日閲覧。
6. ↑  名古屋市役所総務局企画部統計課統計係 (2005年7月1日). “（刊行物）名古屋の町(大字)・丁目別人口 (平成12年国勢調査) (5)中村区(第1表から第3表)” (xls). 2015年10月16日閲覧。
7. ↑  名古屋市役所総務局企画部統計課統計係 (2007年6月27日). “（刊行物）名古屋の町(大字)・丁目別人口 (平成17年国勢調査) (5)中村区(第1表から第3表）” (xls). 2015年10月15日閲覧。
8. ↑  名古屋市役所総務局企画部統計課統計係 (2012年4月22日). “（刊行物）名古屋の町(大字)・丁目別人口 (平成22年国勢調査) (5)中村区(第1表から第3表）” (xls). 2015年10月15日閲覧。
9. ↑  名古屋市役所総務局企画部統計課統計係 (2016年3月31日). “（刊行物）名古屋の町(大字)・丁目別人口 (平成27年国勢調査) (5)中村区(第1表から第3表）” (xls). 2016年7月28日閲覧。
10. ↑  “市立小・中学校の通学区域一覧”.   名古屋市 (2018年11月10日). 2019年1月14日閲覧。
11. ↑  “平成29年度以降の愛知県公立高等学校（全日制課程）入学者選抜における通学区域並びに群及びグループ分け案について”.   愛知県教育委員会 (2015年2月16日). 2019年1月14日閲覧。
12. ↑  郵便番号簿 平成29年度版 - 日本郵便. 2019年02月26日閲覧 (PDF)

### 書籍
1. 1 2 3 4 5  中村区制施行50周年記念事業実行委員会記念誌編集委員会 1987, p. 435.
2. 1 2 3 4 5 6  「角川日本地名大辞典」編纂委員会 1989, p. 1499.
3. 1 2  名古屋市計画局 1992, p. 266.
4. 1 2 3 4 5  中村区制施行50周年記念事業実行委員会記念誌編集委員会 1987, p. 436.
5. 1 2  中村区制施行50周年記念事業実行委員会記念誌編集委員会 1987, p. 443.
6. ↑  “平成24年6月1日愛知県暴力団排除条例の一部を改正する条例が施行されました”.   愛知県 (2012年). 2022年9月22日閲覧。
7. 1 2  名古屋市総務局企画室統計課 1957, p. 79.
8. 1 2  名古屋市総務局企画部統計課 1967, p. 72.
9. 1 2  名古屋市総務局統計課 1977, p. 47・48.
10. 1 2  名古屋市総務局統計課 1986, p. 48・50.
11. ↑  名古屋市総務局企画部統計課 1991, p. 28.
12. ↑  名古屋市総務局企画部統計課 1996, p. 71.

### 統計資料
- 名古屋市総務局企画室統計課 編『昭和31年版 名古屋市統計年鑑』名古屋市、1957年。
- 名古屋市総務局企画部統計課 編『昭和41年版 名古屋市統計年鑑』名古屋市、1967年。
- 名古屋市総務局統計課 編『昭和51年版 名古屋市統計年鑑』名古屋市、1977年。
- 名古屋市総務局統計課 編『昭和60年国勢調査 名古屋の町・丁目別人口（昭和60年10月1日現在）』名古屋市役所、1986年。
- 名古屋市総務局企画部統計課 編『平成2年国勢調査 名古屋の町（大字）別・年齢別人口（平成2年10月1日現在）』名古屋市役所、1994年。
- 名古屋市総務局企画部統計課 編『平成7年国勢調査 名古屋の町（大字）・丁目別人口（平成7年10月1日現在）』名古屋市役所、1996年。